# Chrzęstniakomięsak

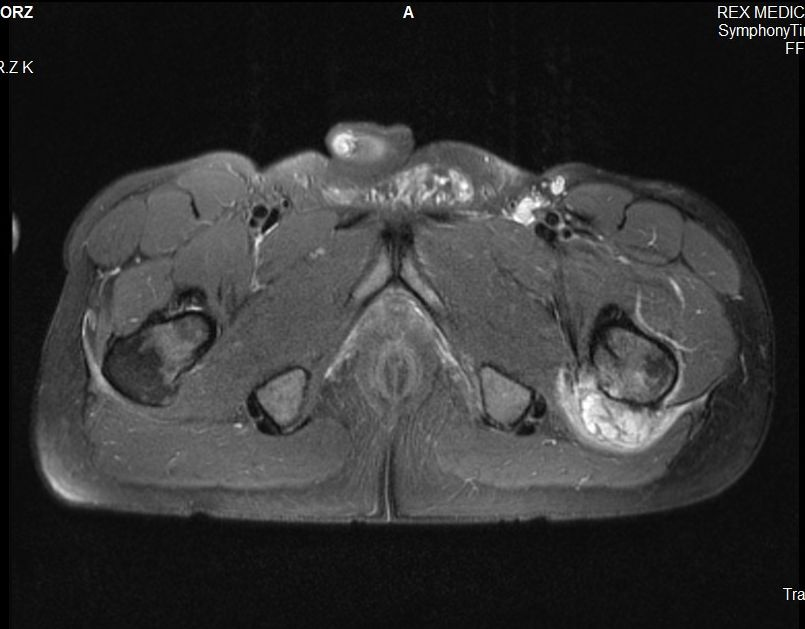
Chrzęstniakomięsak okolicy zakrętarzowej lewej kości udowej u 42-letniego pacjenta

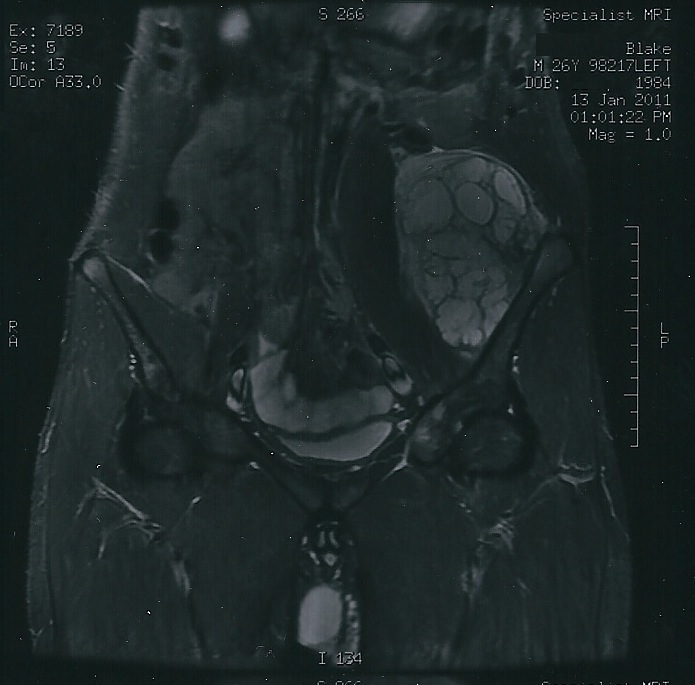
Chrzęstniakomięsak po lewej stronie miednicy u 26-letniego pacjenta

Chrzęstniakomięsak (chrzęstniak mięsakowy, łac. chondrosarcoma) – złośliwy nowotwór tkanki chrzęstnej należący do grupy mięsaków kości. Wyróżnia się kilka wariantów tego nowotworu, różniących się lokalizacją, przebiegiem i wiekiem zachorowania.

## Epidemiologia
Chrzęstniakomięsak częściej występuje w dorosłym lub starszym wieku. Chrzęstniakomięsak centralny najczęściej dotyczy chorych w wieku 40–50 lat; wariant jasnokomórkowy w wieku 25–50 lat, mezenchymalny od 10 do 40 roku życia, odróżnicowany od 30 do 60, powierzchowny od 30 do 40. Zachorowania na wariant przykostny nie wykazują podobnego wzrostu zachorowań w żadnej dekadzie życia – nie można wykluczyć wystąpienia określonego wariantu nowotworu poza tymi przedziałami czasowymi.

## Objawy i przebieg
- chrzęstniakomięsak centralny (chondrosarcoma centrale) – powstaje w jamie szpikowej kości długich (w proksymalnym odcinku kości ramiennej, w obydwu odcinkach kości udowej i piszczelowej; w połowie przypadków zmiana rozwija się na podłożu wcześniej istniejących zmian chrzęstnych (chrzęstniaka śródkostnego)
- chrzęstniakomięsak powierzchowny (chondrosarcoma periphericum) – wyrasta z powierzchni kości w obręb otaczających tkanek, najczęściej zajmując kości miednicy i proksymalną część kości udowej; zazwyczaj rośnie powoli
- chrzęstniakomięsak przykostny (chondrosarcoma juxtacorticale) – zwykle rozwija się w kości udowej, ramiennej i piszczeli; powolny wzrost mas guza, zajmuje dużą powierzchnię kości
- chrzęstniakomięsak jasnokomórkowy (chondrosarcoma clarocellulare) – najczęściej w głowie kości udowej i jej dalszym odcinku albo w dalszym odcinku kości ramiennej; rośnie powoli, ale destrukcyjnie
- chrzęstniakomięsak mezenchymalny (chondrosarcoma mesenchymale) – zwykle rozwija się w kościach twarzy i miednicy; przebieg jest niekorzystny
- chrzęstniakomięsak odróżnicowany (chondrosarcoma dedifferentiatum) – z reguły rozwija się w kościach miednicy, kości udowej i ramiennej; przebieg też jest niekorzystny, 90% chorych umiera do 2 lat po zakończeniu leczenia

## Klasyfikacja ICD10
| kod ICD10     | nazwa choroby                                                                                     |
| ------------- | ------------------------------------------------------------------------------------------------- |
| ICD-10: C40   | Nowotwór złośliwy kości i chrząstki stawowej kończyn                                              |
| ICD-10: C40.0 | Łopatka i kości długie kończyny górnej                                                            |
| ICD-10: C40.1 | Kości krótkie kończyny górnej                                                                     |
| ICD-10: C40.2 | Kości długie kończyny dolnej                                                                      |
| ICD-10: C40.3 | Kości krótkie kończyny dolnej                                                                     |
| ICD-10: C40.8 | Zmiana przekraczająca granice jednego umiejscowienia w obrębie kości i chrząstki stawowej kończyn |
| ICD-10: C40.9 | Kości i chrząstki stawowe kończyn, umiejscowienie nieokreślone                                    |
| ICD-10: C41   | Nowotwór złośliwy kości i chrząstki stawowej o innym i nieokreślonym umiejscowieniu               |
| ICD-10: C41.0 | Kości czaszki i twarzy                                                                            |
| ICD-10: C41.1 | Żuchwa                                                                                            |
| ICD-10: C41.2 | Kości kręgosłupa                                                                                  |
| ICD-10: C41.3 | Żebra, mostek i obojczyk                                                                          |
| ICD-10: C41.4 | Kości miednicy, kość krzyżowa i guziczna                                                          |
| ICD-10: C41.8 | Zmiana przekraczająca granice jednego umiejscowienia w obrębie kości i chrząstek stawowych        |
| ICD-10: C41.9 | Kości i chrząstki stawowe, umiejscowienie nieokreślone                                            |